# Pamares damarus
Pamares damarus is een insect uit de familie van de mierenleeuwen (Myrmeleontidae), die tot de orde netvleugeligen (Neuroptera) behoort. 
Pamares damarus is voor het eerst wetenschappelijk beschreven door Mansell in 1990.